# Desmedida
A desmedida ou húbris, na poética clássica, designa um comportamento, ação ou sentimento violento de um personagem, inspirado pelas paixões, especialmente a arrogância e o orgulho sem limites, e que se mostrará equivocado, provocando uma peripécia.
A desmedida do vilão, nos romances policiais, é o que levará o detetive a prendê-lo. Mas também os heróis cometem desmedidas, e para Aristóteles aí reside a força trágica. Jasão, por exemplo, deixa Medeia, provocando assim sua ira e a morte de seus filhos. Em Hamlet, a desmedida do novo rei é permitir que o príncipe Hamlet fique no palácio, e este resolve vingar a morte do pai.
Na narrativa contemporânea ainda vemos a desmedida, embora este conceito deva ser relativizado. O amor cego pode ser visto como uma desmedida (Dom Casmurro), assim como o desapego ao dinheiro (O Exército de um Homem Só). Por outro lado, a ambição (O Jogador) e a falta dela (Os três porquinhos) também podem ser desmedidas.